# Test de engleză Duolingo
Testul de engleză Duolingo (DET) este un test standardizat al limbii engleze, conceput să fie susținut online, nu pe hârtie. DET este un test adaptiv care folosește un algoritm pentru a ajusta dificultatea testului la nivelul candidatului. A fost dezvoltat de Duolingo în 2014 ca Centru de testare și a crescut în popularitate și acceptare la universități în timpul pandemiei de COVID-19. Testul este utilizat de aproximativ 5.000 de birouri de admitere universitare, inclusiv Harvard, Stanford, MIT și Yale. Irlanda acceptă testul ca parte a programului său de viză pentru studenți. Universitățile din Regatul Unit, cum ar fi London School of Economics, Imperial College London, Kingston University⁠(d), University of Southampton⁠(d) și Middlesex University⁠(d), acceptă, de asemenea, testul Duolingo.
Testul de engleză Duolingo este evaluat pe o scară de la 10 la 160. Dacă persoana ia un scor de peste 120, aceasta este considerată competentă în limba engleză. Testul costă mai puțin decât TOEFL sau IELTS.

## Comparație cu alte sisteme de notare
| TOEFL iBT Scor (0–100) | IELTS Bandă de scor (0–9) | Duolingo English Test (10–160) | CEFR    |
| --- | ------------------------- | ------------------------------ | ------- |
| 120 | 8.5–9                     | 160                            | C2      |
| 119 | 8                         | 155                            | C2      |
| 117–118 | 8                         | 150                            | C1      |
| 113–116 | 7.5                       | 145                            | C1      |
| 109–112 | 7.5                       | 140                            | C1      |
| 104–108 | 7                         | 135                            | C1      |
| 98–103 | 7                         | 130                            | C1      |
| 93–97 | 6.5                       | 125                            | B2      |
| 87–92 | 6.5                       | 120                            | B2      |
| 82–86 | 6                         | 115                            | B2      |
| 76–81 | 6                         | 110                            | B2      |
| 70–75 | 6                         | 105                            | B2      |
| 65–69 | 5.5                       | 100                            | B2      |
| 59–64 | 5.5                       | 95                             | B1      |
| 53–58 | 5                         | 90                             | B1      |
| 47–52 | 5                         | 85                             | B1      |
| 41–46 | 5                         | 80                             | B1      |
| 35–40 | 4.5                       | 75                             | B1      |
| 30–34 | 4.5                       | 70                             | B1      |
| 24–29 | 4.5                       | 65                             | B1      |
| 18–23 | 4                         | 60                             | B1      |
| 0–17 | 0–4                       | 10–55                          | A2 – A1 |
| Mostră: Datele TOEFL iBT au inclus 328 raporturi cu scoruri oficiale și 1,095 scoruri auto-raportate. Datele IELTS Academic au inclus 1,643 raporturi cu scoruri oficiale și 4,420 scoruri auto-raportate |                           |                                |         |

- Notă: scorurile de mai sus sunt furnizate de Duolingo, compania care creează testul DET.[11]